# Troviscal (Oliveira do Bairro)
Pour les articles homonymes, voir Troviscal.
Troviscal est une ancienne paroisse civile portugaise (en portugais : freguesia) de la municipalité d'Oliveira do Bairro dans le district d'Aveiro. 
La loi no 11-A/2013 du 28 janvier 2013, portant réorganisation administrative du territoire des freguesias, fusionne Troviscal avec les paroisses voisines de Bustos et Mamarrosa pour former l’União das freguesias de Bustos, Troviscal e Mamarrosa (dont le siège est à Bustos).